# Кто есть кто???
«Кто есть кто???» (англ. Who's Who???) — шестнадцатая серия пятого сезона британского телесериала «Мстители» с Патриком Макни и Дайаной Ригг в главных ролях и Патрицией Хэйнс, Фредди Джонсом, Кэмпбеллом Сингером и Питером Рейнольдсом в качестве приглашённых звёзд.

## Сюжет
С помощью доктора, создавшего аппарат по переселению душ, вражеские агенты Бэзил и Лола меняются телами со Стидом и Эммой в целях уничтожения структуры министерства безопасности. Герои в облике злодеев пытаются их вернуть, а также сорвать планы преступников.

## В ролях
| Актёр            | Роль              |
| ---------------- | ----------------- |
| Патрик Макни     | Джон Стид         |
| Дайана Ригг      | Эмма Пил          |
| Патриция Хэйнс   | Лола              |
| Фредди Джонс     | Бэзил             |
| Кэмпбелл Сингер  | майор "Б"         |
| Питер Рейнольдс  | Тюльпан           |
| Арнольд Даймонд  | доктор В. Крелмар |
| Филип Левен      | Нарцисс           |
| Малькольм Тэйлор | Хупер "Роза"      |

## Производство
Съемка серии началась 3 апреля 1967 года и была закончена 18 апреля того же года. В создании серии также участвовали режиссеры Лесли Норман и Сидни Хэйерс. Серия была спродюсирована Альбертом Феннелом и Брайаном Клеменсом и исполнительным продюсером Джулианом Уинтлом, в производство была спроектирована Робертом Джонсом.
Во время производства эпизода один из главных исполнителей уезжал в отпуск, а другой был болен. В течение съёмок эпизода был период в 10 дней, когда полностью отсутствовали оба главных исполнителя сериала.
Режиссер Джон Мокси использовал собственную вторую съемочную команду для данного эпизода.

## Эфир
Серия впервые транслировалась в Великобритании в Tyne Tees Television регионе в среду 3 мая 1967 года. 
В воскресенье 7 января 1996 года серия транслировалась на российском телеканале "ТВ6 Москва". Показ не включал рекламные вставки, а после конечных титров присутствовал анимированный логотип британской студии ABC.

## Русский закадровый перевод на киностудии "Фильмэкспорт"
- Ольга Крылова — перевод на русский язык
- Ирина Морозова — режиссер
- Татьяна Борисова — звукооператор
- Светлана Ширина — инженер звукозаписи

Роли озвучивали:
- Марина Левтова — Эмма Пил
- Дмитрий Матвеев — Джон Стид, титры и надписи
- Ольга Кузнецова — Лола
- Борис Быстров — Крелмар, майор "Б" и Нарцисс
- Владимир Вихров — Хупер, Тюльпан и голос за кадром
- Александр Рыжков — Бэзил